# Упайя
Упайя (санскр. उपाय, искусные средства) — термин махаянского буддизма. С помощью упайи учитель ведёт ученика к просветлению.
Часто этот термин используется совместно с термином «каушала» (санскр. कौशल्य, удобный). Упайя-каушала — это доктрина искусных средств. Термин буквально переводится как методологическое удобство или инструментальное умение, но хорошим переводом также является: проворность, умелость, хитрость, изобретательность. Упайя-каушала акцентирует внимание практикующего на собственных специфических техниках и методах прекращения страданий (в философском смысле) и вводит новые средства для приближения к освобождению от кармы. Смысл этого заключается в том, что техника, видение и проворность практикующего необязательно правильны с точки зрения «высшего» смысла, но все равно могут быть использованы для достижения «правильного» результата.
Одним из следствий этого стало подтверждение жизнеспособности формы практики буддизма, с одновременной критикой его предпосылок и несовместимостью с другой «высшей» практикой. В некоторых текстах Махаяны, таких как, например, «Лотосовая сутра», это служит механизмом для обсуждения старых буддийских традиций. Так, например, говорится, что Будда дал различные упайи, а не открыл окончательную истину, к которой люди ещё не были готовы.
Знаменитая история из Лотосовой сутры часто преподносится как пример упайи. Один человек, вернувшись домой, обнаружил что дом его в огне, а дети его внутри играют со своими любимыми игрушками. Он начал кричать детям, чтобы они убегали из горящего дома, но дети не поверили в то, что дом горит, и продолжали играть внутри. Поразмыслив о том, как он может использовать подходящие средства для убеждения, человек сказал детям, что он принес позолоченую тележку и игрушечного быка для них, и эти игрушки ожидают их на улице. Услышав это, дети выбежали из горящего дома и были спасены.
Наиболее важное в концепции упайи — ясный ум и сострадание, преподаваемые специфическими уроками для ограниченной аудитории.